# Liste des provinces d'Afrique du Sud par point culminant
Cette liste présente les provinces de l'Afrique du Sud par point culminant.
Concernant le premier niveau de l'administration territoriale du pays (en), l'Afrique du Sud compte neuf provinces.

## Liste
- sommets situés entre deux subdivisions sud-africaines de premier niveau ;
- sommets situés entre la frontière sud-africaine et celle d'un État limitrophe (en).

| Rang | Subdivision    | Sommet                  | Altitude (m) | Chaîne/Massif                       | Coordonnées                      | Image                  |
| ---- | -------------- | ----------------------- | ------------ | ----------------------------------- | -------------------------------- | ---------------------- |
| 1    | KwaZulu-Natal  | Mafadi                  | 3 451        | Drakensberg                         | 29° 12′ 08″ sud, 29° 21′ 25″ est | Mafadi                 |
| 2    | État libre     | Pic de Namahadi (af)    | 3 274        | Drakensberg                         | 28° 46′ 20″ sud, 28° 49′ 20″ est | Illustration manquante |
| 3    | Cap-Oriental   | KwaDuma (en)            | 3 019        | Drakensberg                         | 30° 28′ 00″ sud, 28° 09′ 25″ est | Illustration manquante |
| 4    | Mpumalanga     | Die Berg (af)           | 2 331        | Drakensberg                         | 25° 12′ 34″ sud, 30° 08′ 59″ est | Illustration manquante |
| 5    | Cap-Occidental | Seweweekspoortpiek (en) | 2 325        | Swartberg (Ceinture plissée du Cap) | 33° 23′ 54″ sud, 21° 22′ 03″ est | Illustration manquante |
| 6    | Cap-Nord       | Murch Point             | 2 156        | Plateau d'Afrique du Sud            | 31° 41′ 37″ sud, 24° 30′ 48″ est | Illustration manquante |
| 7    | Limpopo        | Iron Crown (ceb)        | 2 126        | Drakensberg                         | 23° 59′ 57″ sud, 29° 56′ 46″ est | Illustration manquante |
| 8    | Gauteng        | Toringkop               | 1 913        | Plateau d'Afrique du Sud            | 26° 30′ 41″ sud, 28° 13′ 47″ est | Illustration manquante |
| 9    | Nord-Ouest     | Sommet non nommé        | 1 816        | Plateau d'Afrique du Sud            | 25° 50′ 58″ sud, 27° 32′ 45″ est | Illustration manquante |

## Carte
| Mafadi Pic de Namahadi KwaDuma Die Berg Seweweekspoortpiek Murch Point Iron Crown Toringkop Point non nommé |